# جوناثان رايلي سميث
جوناثان سيمون كريستوفر رايلي سميث (بالإنجليزية: Jonathan Riley-Smith)‏ (27 يونيو 1938م - 13 سبتمبر 2016م) كان مؤرخًا للحروب الصليبية،  وبين عامي 1994م و 2005م أستاذاً للتاريخ الكنسي في جامعة كامبريدج. وكان زميلًا في كلية إيمانويل ، كامبريدج.

## الأصل والحياة المبكرة
كانت رايلي سميث هو الأكبر من بين أربعة أطفال ولدوا في عائلة غنية في يوركشاير. كان جون كريك هندرسون (1890م-1971م) هو جده لأمه (الذي كرّس لذكراه لاحقًا كتابه " ماذا كانت الحروب الصليبية؟) عضو البرلمان البريطاني عن حزب المحافظين.
التحق بكلية إيتون وكلية ترينيتي ، كامبريدج، حيث حصل على بكالوريوس (1960م)، وماجستير (1964م)، ودكتوراه (1964م)، ودكتوراه (2001م).

## مساره الأكاديمي
درس رايلي سميث في جامعة سانت أندروز (1964م-1972م)، كلية كوينز، كامبريدج (1972م-1978م)، كلية رويال هولواي ، لندن (1978م-1994م) وكذلك في إيمانويل (1994م-2005م).   أثرت منشوراته العديدة حول أصول الحركة الصليبية ودوافع الصليبيين الأوائل بعمق في تأريخ الحروب الصليبية 
تم ترسيمه «فارس النعمة والتفاني» من فرسان مالطا العسكرية المستقلة و «صليب بايليف الكبير» (Bailiff Grand Cross) من وسام القديس يوحنا.

## حياته الشخصية
اعتنق رايلي سميث الكاثوليكية.  تزوج من لويز فيلد، فنانة بورتريه، عام 1968م.  من بين أطفالهم الثلاثة المغنية وكاتبة الأغاني بولي بولوسما.
توفي جوناثان رايلي سميث في 13 سبتمبر 2016م.

## روابط خارجية
- نعي  ، الديلي تلغراف ، 22 سبتمبر 2016